# Cecili Calactí
Cecili Calactí (en llatí: Caecilius Calactinus, en grec antic: Καικίλιος Καλακτῖνος) antigament anomenat per error Calantià (Calantianus) va ser un retòric grec que va viure a Roma en temps d'August.
Era nadiu de Cale Acte a Sicília (d'on el seu nom Calactí). Segons Suides els seus pares eren esclaus i de religió jueva. Abans d'obtenir la ciutadania romana el seu nom era Arcagat.
Quintilià el menciona, juntament amb Dionís d'Halicarnàs, com un distingit retòric i gramàtic. Va ensenyar retòrica a Roma, però no es coneixen detalls de la seva activitat. Pel títol d'una de les seves obres sabem que va estudiar oratòria romana i grega. Va escriure un gran nombre d'obres de retòrica, gramàtica i història totes perdudes actualment, però tenien alta reputació al seu temps i durant l'Imperi. Algunes de les seves obres eren teòriques, altres eren comentaris sobre els oradors grecs, i unes altres eren de contingut gramatical o històric.
Suides dona aquesta relació de les seves obres:
- Περὶ ῥητορικῆς.
- Περἰ σχημάτων.
- Περὶ χαρακτῆρος τῶν δέκα ῥητόρων.
- Πεπὶ Δυσίου σύγγραμμα
- Περ. Ἀντιφῶντος σύνταγμα.
- Σύγκρισις Δημοσθένους καὶ Αἰσχίνου
- Σύγκριδις Δημοσθένους καὶ Κικερῶνος.
- Περὶ ἱδτορίας.
- Τίνι διαφέρει ὁ Ἀττικός ζῆλος τοῦ Ἀσιανοῦ
- Περὶ Δημοσθένους, ποῖοι αὐτοῦ γνήσιοι λόγοι καὶ ποῖοι νόθοι
- Πεπὶ τῶν καθ᾽ ἱστορίαν ἢ παρ᾽ ἱστορίαν εἰρημένων τοῖς ῥήτορσι.
- Περὶ δουλικῶν πολέμων
- Κατὰ Φρυγῶν δύο
- Ἐκλογὴ λέξεων κατὰ στοιχεῖον
- Περὶ ὕψους